# Karl Ernst
Karl Ernst (Berlino, 1º settembre 1904 – Berlino, 30 giugno 1934) è stato un generale tedesco.
Gruppenführer delle SA di Ernst Röhm. 
Fu nel 1933 il capo delle SA a Berlino.
Fu assassinato dalle SS su ordine di Hitler durante la notte dei lunghi coltelli.